# Джеминиани, Франческо
Франческо Саверио Джеминиани, правильнее Джеминьяни (итал. Francesco Saverio Geminiani, 5 декабря 1687, Лукка — 17 сентября 1762, Дублин) — итальянский скрипач, композитор, музыкальный теоретик.

## Биография
Учился у Алессандро Скарлатти и Арканджело Корелли. С 1711 руководил оперным оркестром в Неаполе. В 1714 как скрипач-виртуоз приехал в Лондон. В 1715 исполнил свой скрипичный концерт перед королём Георгом, партию клавесина исполнял Гендель. Помимо концертирования выступал в Англии как педагог, есть предположения, что среди его учеников была Э. де Гамбарини.

## Творчество
Известен циклами своих concerti grossi (в целом он написал 42 концерта) и трио-сонатами (всего 24). В 1751 опубликовал в Лондоне свой трактат Искусство игры на скрипке, в 1752 — трактат по гармонии Guida harmonica, в 1754 — Искусство аккомпанемента на клавесине, органе и др., в 1760 — Искусство игры на гитаре или цитре.

## Сочинения
Полное собрание музыкальных и музыкально-теоретических сочинений Джеминиани публикуется в издательстве «Ut Orpheus» с 2010 года. По состоянию на начало 2019 года опубликованы:
- Vol. 1a (2015)
- Vol. 4a (2016)
- Vol. 5 (2010)
- Vol. 6 (2011)
- Vol. 7 (2018)
- Vol. 8 (2010)
- Vol. 9 (2017)
- Vol. 12 (2012)
- Vol. 14 (2018)
- Vol. 15 (2014)

Тематический каталог сочинений Джеминиани запланирован в 17-м томе полного собрания сочинений, подготовкой которого занимался Кристофер Хогвуд (умер в 2014). В настоящее время используется предварительная версия каталога (в онлайн-версии показана только текстовая информация, нотные инципиты не опубликованы).

### Музыка для различных инструментов (H.1 - H.196)
- Op. 1 (1716) — 12 Сонат
- Op. 1 (1739) — 12 Сонат (переработанная версия)
- Op. 1 (1757) — 12 Сонат в переложении в трио-сонаты, включая партии рипиено
- Op. 2 (1732) — 6 Концертов
- Op. 2 (1755) — 6 Концертов (переработанная версия)
- Op. 3 (1732) — 6 Концертов
- Op. 3 (1755) — 6 Концертов (переработанная версия)
- Op. 4 (1739) — 12 Сонат
- Op. 4 (1743) — 6 Сонат в концертном переложении
- Op. 5 (1747) — 6 Сонат (для виолончели)
- Op. 5 (1747) — 6 Сонат (для скрипки)
- Op. 7 (1748) — 6 Концертов
- 6 Концертов по 5 опусу сонат Корелли № 1-6 (1726)
- 6 Концертов по 5 опусу сонат Корелли № 7-12 (1729)
- 6 Концертов по сонатам Корелли Оп. 1 и 3 (1735)
- 3 Концерта из сборника 'Select Harmony' (1734)
- 2 Концерта в унисон (Unison Concertos) (1761)
- балет «Зачарованный лес» (La Foresta Incantata) (1756)
- Скрипичная соната ре мажор (1730)
- Сонаты для флейты (1723/1725)
- Орнаментированная версия 9-й сонаты Корелли из op.5

### Клавирная музыка (H.200 - H.274)
- Pièces de clavecin (1743)
- The Second Collection of Pieces (1762)
- Клавирная музыка из рукописей

### Вокальные произведения. Произведения на случай  (H.300 - H.330)
- Кантата (Nella stagione appunto)
- Арии и вокальные аранжировки

### Трактаты и учебники (H.400 - H.440)
- Rules for Playing in a True Taste, op. 8 (ок. 1748)
- A Treatise of Good Taste in the Art of Musick (1749)
- The Art of Playing on the Violin, op. 9 (1751)
- Guida Armonica, op. 10 (1756)
- A Supplement to the 'Guida Armonica' (ок. 1756)
- The Harmonical Miscellany (1758)
- The Art of Accompaniment, op. 11 (ок. 1756)
- L’Art de bien Accompagner du Clavecin (Paris, 1754)
- Arte d’accompagnare (ок. 1756)
- The Art of Playing the Guitar or Cittra (Edinburgh, 1760)

### Спорные (dubia)
- 13 сонат для скрипки и b.c. («Дрезденские» сонаты). 3 сонаты из сборника атрибуированы как сочинения Саммартини, Пизенделя и Кресса